# Pietro Ciriaci
Pietro Ciriaci (Roma, 2 dicembre 1885 – Roma, 30 dicembre 1966) è stato un cardinale e arcivescovo cattolico italiano.

## Biografia
Nacque a Roma il 2 dicembre 1885 da Giuseppe Ciriaci e Maria Giuggiolini Magnaterra. La famiglia era emigrata a Roma dalle Marche negli anni immediatamente successivi alla annessione al Regno d'Italia. Nel 1902 entrò nel Pontificio Seminario Romano Maggiore dove conseguì la laurea in filosofia il 5 luglio 1904, in teologia il 6 luglio 1909 e in diritto l'8 novembre 1911.
Riceve l'ordinazione sacerdotale il 3 dicembre 1909. Inizialmente viene nominato cappellano della chiesa di San Lorenzo in Damaso e successivamente come viceparroco nella chiesa di San Rocco all'Augusteo, sempre a Roma. Negli anni successivi tornò nel Pontificio Seminario Romano Maggiore come insegnante di filosofia. Contemporaneamente sviluppò la sua carriera negli uffici della Curia romana: nel 1911 fu nominato scrittore e poi registratore nella Penitenzieria Apostolica; nel 1913 divenne aiutante di studio nella Congregazione del Concilio; dal 1917 fu minutante alla Segreteria di Stato, nella prima sezione degli Affari ecclesiastici straordinari, della quale divenne sottosegretario nel 1921.
Il 15 febbraio 1928 viene eletto arcivescovo titolare di Tarso e nunzio apostolico in Cecoslovacchia. Fu consacrato il 18 marzo dello stesso anno dal cardinale Pietro Gasparri. Il 19 gennaio 1934 viene nominato nunzio in Portogallo. Papa Pio XII lo elevò al rango di cardinale nel concistoro del 12 gennaio 1953 con il titolo di Santa Prassede, mutato il 26 settembre 1964 in quello di San Lorenzo in Lucina.
Il 20 marzo 1954 fu nominato prefetto della Congregazione del Concilio. Partecipò attivamente ai lavori del Concilio Vaticano II dal 1962 al 1965. Partecipò al conclave del 1958 che elesse Giovanni XXIII e al conclave del 1963 che elesse Paolo VI. Morì a Roma il 30 dicembre 1966 all'età di 81 anni. Fu sepolto nella cappella Lovatti della basilica di San Lorenzo in Lucina.

## Genealogia episcopale
La genealogia episcopale è:
- Cardinale Scipione Rebiba
- Cardinale Giulio Antonio Santori
- Cardinale Girolamo Bernerio, O.P.
- Arcivescovo Galeazzo Sanvitale
- Cardinale Ludovico Ludovisi
- Cardinale Luigi Caetani
- Cardinale Ulderico Carpegna

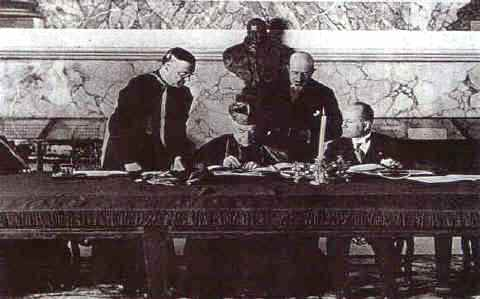
La firma dei Patti Lateranensi

- Cardinale Paluzzo Paluzzi Altieri degli Albertoni
- Papa Benedetto XIII
- Papa Benedetto XIV
- Papa Clemente XIII
- Cardinale Marcantonio Colonna
- Cardinale Giacinto Sigismondo Gerdil, B.
- Cardinale Giulio Maria della Somaglia
- Cardinale Carlo Odescalchi, S.I.
- Vescovo Eugène de Mazenod, O.M.I.
- Cardinale Joseph Hippolyte Guibert, O.M.I.
- Cardinale François-Marie-Benjamin Richard de la Vergne
- Cardinale Pietro Gasparri
- Cardinale Pietro Ciriaci